# Urdbohne
Die Urdbohne (Vigna mungo), auch Linsenbohne genannt, ist eine Pflanzenart aus der Unterfamilie der Schmetterlingsblütler innerhalb der Familie der Hülsenfrüchtler (Fabaceae oder Leguminosae). Diese Nutzpflanze ist nahe verwandt mit einer Reihe anderer „Bohnen“ der Gattung Vigna, insbesondere zur Mungbohne (Vigna radiata).

## Geschichte
Die Urdbohne wird seit 3000 bis 4000 Jahren auf dem indischen Subkontinent angebaut und ist heute in ganz Süd- und Südostasien verbreitet.

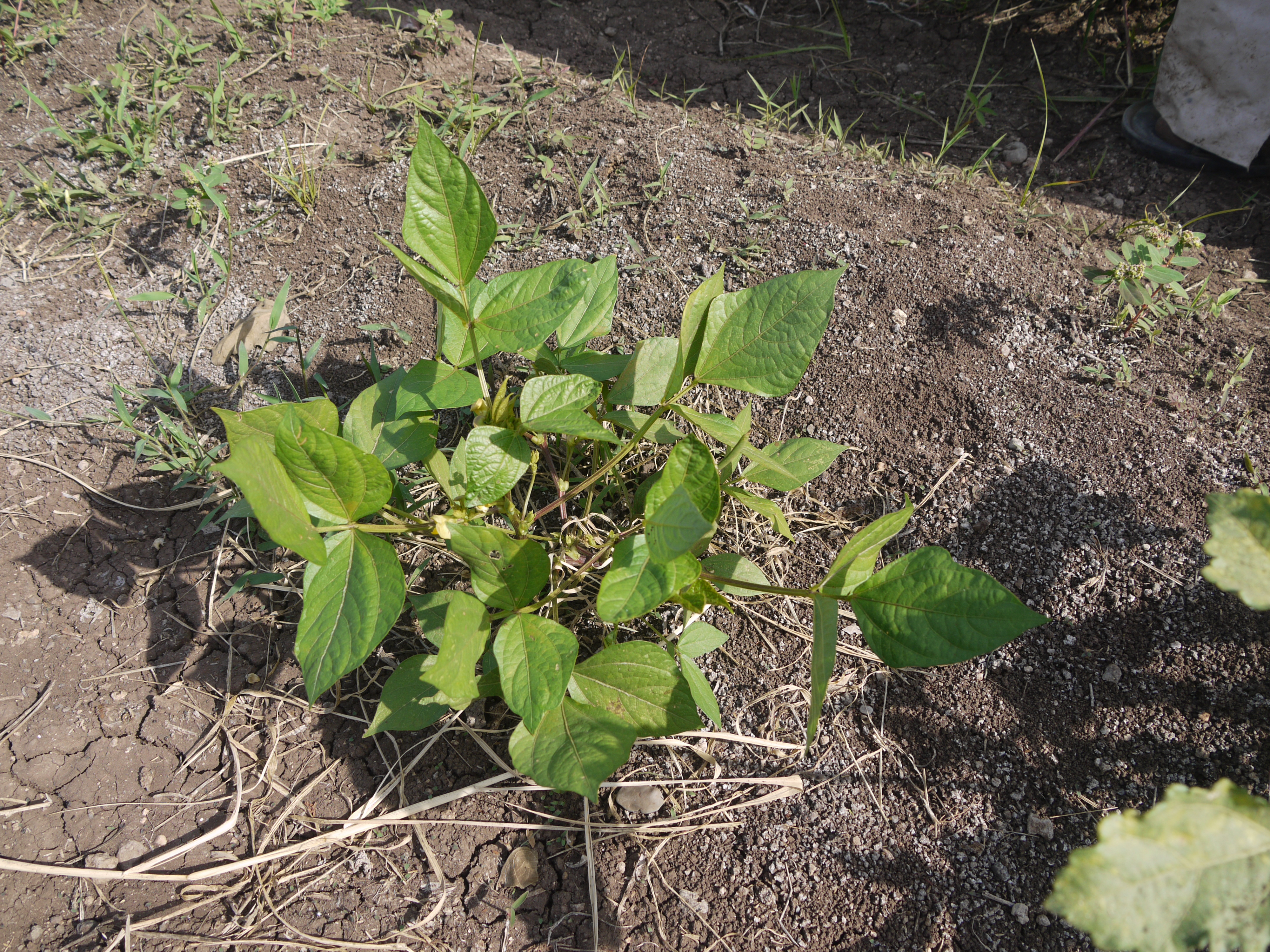
Urdbohne

## Beschreibung
Die Urdbohne in ihrer Kulturform wächst als niedrige, aufrechte oder hängende, einjährige Pflanze. Diese wurde aus Wildformen selektiert, die als ausdauernde krautige Pflanzen mit 2 bis 4 m langen Stängeln wachsen. Die Kulturpflanzen erreichen je nach Sorte Wuchshöhen von meist nur 20 bis 30 cm, es können auch 60 bis 90 cm werden.
Die behaarten Laubblätter sind dreiteilig und gestielt. Die Blattstiele weisen Längen von etwa 10 cm auf. Die drei breit-lanzettlichen bis spitzovalen Teilblätter weisen eine Breite von 5 bis 7 cm und eine Länge 5 bis 10 cm auf.
Die achselständig an etwa 15 cm langen Blütenstandstielen stehenden, meist zwei- bis dreimal verzweigten Blütenstände, enthalten Teilblütenstände, die jeweils fünf bis sechs Blüten enthalten. Die Blütenfarbe ist leuchtend-gelb. Jede Blüte blüht nur wenige Stunden. Meist erfolgt Selbstbestäubung.

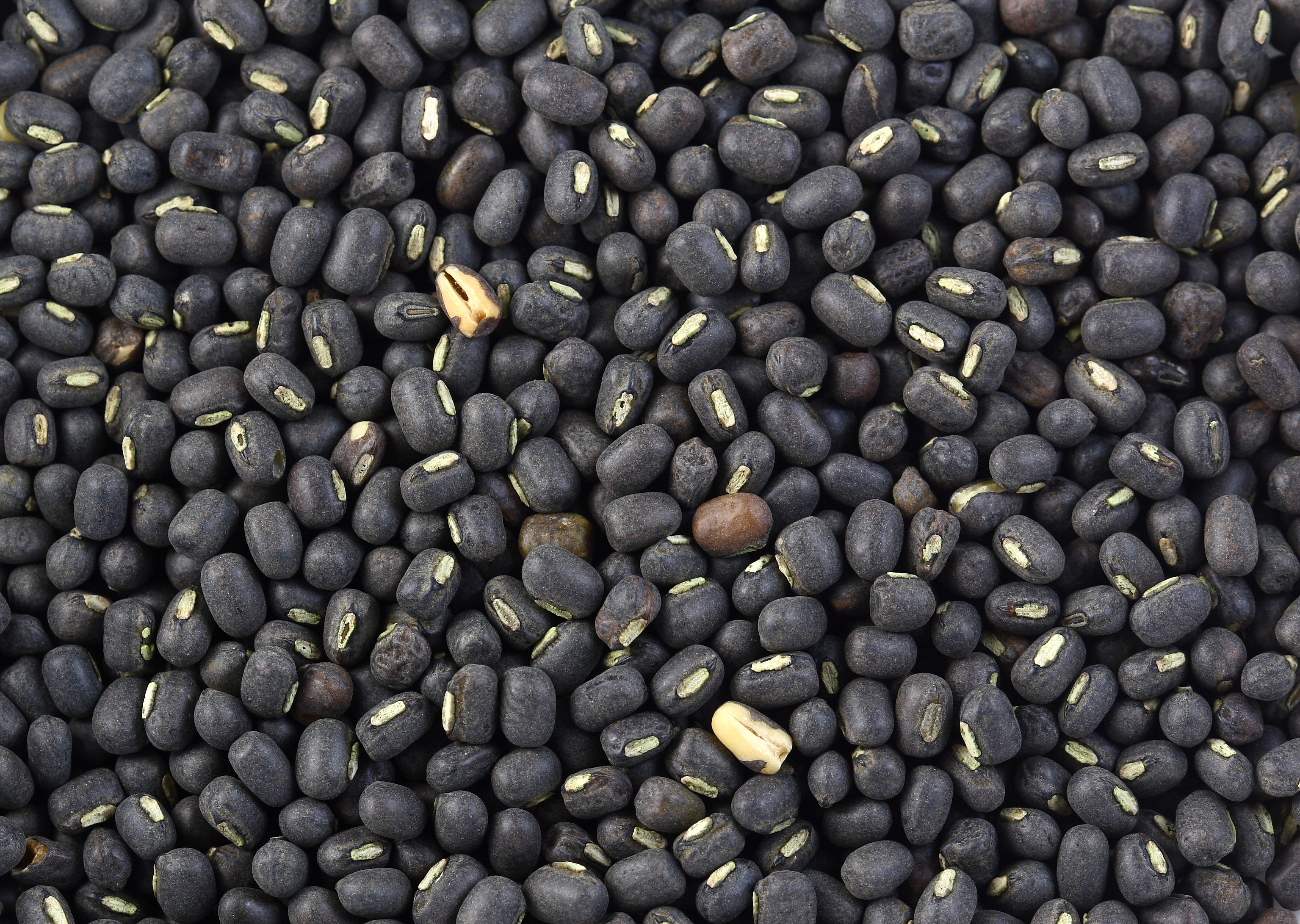
Samen

Je Teilblütenstand entwickeln sich meist nur zwei bis drei Hülsenfrüchte. Die rau behaarten, geraden Hülsenfrüchte weisen eine Länge von 4 bis 7 cm und eine Breite von etwa 0,6 cm auf. Jede Hülse enthält vier bis zehn Samen. Die glänzenden, kleinen, quadratischen und an den Enden abgerundeten Samen weisen einen Durchmesser von etwa 4 mm auf. Die Farbe der Samen ist meist sehr dunkelgrün bis schwarz, solche werden deshalb „Black gram“ genannt; es kommen auch grüne Formen vor. Die Samen sind im Inneren weiß, was ein deutliches Unterscheidungsmerkmal zur Mungbohne ist, die im Inneren gelb ist. Das weiße, konkav gewölbte Hilum weist eine Länge von 1,2 bis 2,3 mm und eine Breite von bis zu 1 mm auf. Das Tausendkorngewicht liegt bei 15 bis 40 Gramm.
Die Samen keimen epigäisch (oberirdisch).

## Nutzung
Man kann die frischen Hülsen, die Bohnenkeimlinge oder die getrockneten Bohnen kochen. In Indien und den angrenzenden Ländern ist die Urdbohne ein Grundnahrungsmittel und Bestandteil von Dal. Wegen gleicher Kochzeit lässt sie sich gut mit Reis kombinieren. In Südindien ist ein Teig aus ihr die Grundlage für die pikanten Frühstückskrapfen (Vada) und zusammen mit Reismehl für Klöße (Idli) und Pfannkuchen (Dosa). Sie kann auch anstelle von Linsen in Papadam-Fladen verwendet werden.
Die Urdbohne hat mit etwa 20 bis 24 % (vom Trockengewicht) einen relativ hohen Eiweißanteil.

## Taxonomie und Systematik
Die Erstveröffentlichung als Phaseolus mungo erfolgte 1767 in Mantissa Altera, 1, 101 durch Carl von Linné. Der aktuell gültige Name wurde 1956 von Frank Nigel Hepper in Kew Bulletin Band 11, Seite 128 veröffentlicht. Synonyme von Vigna mungo (L.) Hepper sind: Azukia mungo (L.) Masamune, Phaseolus radiatus Roxb. non L., Phaseolus roxburghii Wight & Arnott. Dabei muss man beachten, dass Phaseolus radiatus L. ein Synonym von Vigna radiata ist und Phaseolus radiatus Roxb. ein Synonym von Vigna mungo ist.
Vigna radiata gehört zur Untergattung Ceratotropis in der Gattung Vigna.
Es gibt zwei Varietäten:
- Die Kulturform Vigna mungo (L.) Hepper var. mungo (Syn.: Phaseolus mungo L. (Basionym), Phaseolus viridissimus Ten. ex Miq., nom. inval.)
- Eine Wildform Vigna mungo (L.) Hepper var. silvestris Lukoki et al.